# Philodendron macroglossum
Philodendron macroglossum är en kallaväxtart som beskrevs av Heinrich Wilhelm Schott. Philodendron macroglossum ingår i släktet Philodendron och familjen kallaväxter.
Artens utbredningsområde är Venezuela. Inga underarter finns listade.